# Das große Los (Film)
Das große Los ist ein stummes deutsches Detektivfilm-Lustspiel aus dem Jahre 1917 von Friedrich Zelnik.

## Handlung
Lisa Goldfuchs ist in Max, den Sekretär ihres Vaters, eines Bankiers, verliebt. Da sie weiß, dass ihr Vater sicherlich etwas gegen diese Verbindung haben dürfte, soll dieser auch nichts von den heimlichen Treffen der beiden erfahren. Bei einem Ausritt geht Lisas Gaul durch. Lisa behauptet später, sie sei zu Boden gepurzelt, und Max, als Gentleman und großer Retter, habe ihr anschließend geholfen. Derlei Tricks gegenüber dem Vater sind wohl auch nötig, denn der alte Goldfuchs hält nicht viel von seinem Sekretär, da dieser seit seiner Verliebtheit ziemlich zerstreut ist. Als Max dann auch noch seinen Chef um die Hand von dessen Tochter bittet, feuert ihn der Bankier. Lisa ist ob der väterlichen Strenge schwer erzürnt und geht mit Max von dannen. Das hatte sich der alte Goldfuchs nun auch nicht so vorgestellt, und er bittet daher den Privatdetektiv Joe Tepps, nicht zu verwechseln mit Joe Deebs, fortan ein wachsames Auge auf das Töchterchen zu haben, damit diese nicht unter die Räder gerät. Tepps solle immer dann einschreiten, wenn Lisa das Wasser bis zum Halse stehe. Max findet schwer Anschluss an die Berufswelt, und das vorhandene Geld ist rasch aufgebraucht. Lisa versucht, sich als Putzfrau etwas dazuzuverdienen. Joe Tepps hat daraufhin einen Einfall: er verkleidet sich als Engländer und fragt Max nach der mexikanischen Botschaft. Dies ist für Max die Gelegenheit, als Fremdenführer endlich ein wenig Geld zu verdienen.
Mit dem, was für die beiden vom kargen Lohn übrig bleibt, kauft Max ein Lotterielos. Um es nicht zu verlieren, versteckt Lisa das Los in einem Hut, der in einem Geschäft liegt. Als ihr Los gewinnt, wollen sie das Los holen, doch der Hut st mittlerweile an eine Tänzerin verkauft worden. Lisa läuft zum Haus der Tänzerin, die ihr aber erklärt, dass sie den Hut nicht mehr besäße. Da er ihr nicht gefallen habe, hätte sie ihn einfach aus dem Fenster geworfen. Nun wird die Geschichte vollends abstrus: Der falsche Engländer alias Joe Tepps erreicht es, dass Lisa die Besitzerin desjenigen Hutgeschäftes wird, in dem der Hut mit dem Los verkauft wurde und inseriert in der Zeitung einen großen Huttausch: Für jeden alten Hut, der abgeliefert wird, gäbe es einen Neuen. Lisa erlebt daraufhin einen regelrechten Run auf ihr Geschäft. Doch der Hut mit dem Los ist nicht dabei. Schließlich erhält die Geschichte eine noch absurdere Wendung: Ein Kleinganove kommt mit dem gesuchten Hut ins Geschäft. Er hatte nach dem Inserat den Hut einer Kumpanin von der Straße, die ihn wiederum einem Hund abgejagt (!) haben will, für ein Butterbrot und ein Ei abgekauft. Der Hut ist nun wieder da, sogar das Los … aber jetzt stimmt plötzlich die Losnummer nicht mehr mit dem Gewinnlos überein! Dies ist aber nun völlig wurscht, denn diese absurde Aktion hat den Hutladen Lisas derart bekannt gemacht, dass das Geschäft fortan brummt. Lisa und der Herr Papa söhnen sich aus, und zum Happy End gibt der Bankier auch noch seinen Segen bezüglich Lisas anstehender Eheschließung mit Max.

## Produktionsnotizen
Das große Los war vier Akte lang, passierte im April 1917 die Filmzensur und erhielt ein Jugendverbot. Die Uraufführung dieses Streifens war im Mai 1917 in Berlins Marmorhaus.

## Kritik
„Wie im Schauspiel, so sind auch im Lustspiel die Detektivgeschichten immer äußerst beliebt, das schon die Persiflierung des Detektivs allein viel Anlaß zur Heiterkeit und fröhlicher Stimmung gibt, wie es auch hier der Fall ist. Ferner verdient auch der Episodenreichtum dieses Bildes besonders vermerkt zu werden, so wie die an und für sich lustige Handlung, die ebenso fidel dargestellt wird. Lisa Weise spielt die führende Rolle mit viel Temperament.“